# The American Naturalist
The American Naturalist — ежемесячный рецензируемый научный журнал Американского общества натуралистов, целью которого является «продвижение и распространение знаний об органической эволюции и других общих биологических принципах с целью усиления концептуальной унификации биологических наук». Он был основан в 1867 году и издаётся издательством Чикагского университета. Журнал освещает исследования в области экологии, эволюционной биологии, популяционной и интегративной биологии. По состоянию на 2018 год главным редактором является Дэниел И. Болник. Согласно Journal Citation Reports, импакт-фактор журнала за 2020 год составил 3,926.

## История
Журнал был основан Алфеусом Хайатом, Эдвардом С. Морсом, Алфеусом С. Паккардом-младшим и Фредериком В. Патнэмом в Эссексском институте в Сейлеме, штат Массачусетс. Первый номер появился в печати в марте 1867 года. В 1885 году четверо мужчин основали Американское общество натуралистов, где в 1887 году журнал был назначен официальным органом общества для публикации.
В 1878 году журнал был выставлен на продажу, и Эдвард Коп купил половину прав. Он перевёз журнал в Филадельфию и организовал его редактирование вместе с профессором Алфеусом С. Паккардом-младшим. Коуп стал главным редактором в 1887 году и оставался в этом качестве до своей смерти в 1897 году.
В 1897 году группа профессоров из Массачусетского технологического института, Гарварда и Тафтса выкупила права на поместье Копов и продолжала публиковать журнал до 1907 года, когда Дж. Маккин Кеттелл приобрёл контроль над ним. Сын Кеттелла Жак стал соредактором и издателем вместе со своим отцом в 1939 году.
Хотя ASN всё активнее участвовала в редактировании The American Naturalist за счёт изменений в 1941 и 1951 годах, журнал оставался в семье Кеттеллов до 1968 года, когда после смерти Жака Кеттелла его взяла на себя University of Chicago Press.